# H. A. Riquelme
Hugo Alfredo Riquelme Becerra (Santiago de Chile, 29 de diciembre de 1984), a menudo citado como H. A. Riquelme, es un escritor e ingeniero en administración de empresas chileno. Reconocido como uno de los precursores de la novela western chilena. En el 2020 fue galardonado Award Winning Author en la versión número 23 del International Latino Book Awards (ILBA) por su novela Un hombre sin nombre.

## Biografía
Hugo Riquelme Becerra nació en Santiago de Chile en 1984, pero un par de semanas antes del terremoto del año 1985, su familia se trasladó a la ciudad de Antofagasta. Allí se vio influenciado por el misticismo, las historias y leyendas de la ciudad. A temprana edad comenzó a relatar sus propios cuentos en un club infantil formado por sus amigos. Ya en la adolescencia escribió el cuento Los administratis que le valió el Primer Lugar en el Concurso de Cuentos organizado por el Instituto Superior de Comercio en el año 2002. En esa época también comenzó a moldear varios de los personajes y argumentos que incluiría en su primera novela. Sin embargo, en la adultez se vio más cercano a los números, lo que lo llevó a estudiar Ingeniería en Administración de Empresas.

Su carrera escritural comenzó con la necesidad de enriquecer su escritura para expresar sus ideas, en el marco de su especialización en Recursos Humanos. Así fue como comenzó a cultivar el oficio. El 2014 publicó de forma independiente su primera novela: Las noches pasadas (que sería más tarde reeditada en 2016 por la Editorial Forja, luego de publicar su segunda novela Saga de un hombre solitario 2015), tomando el seudónimo de H. A. Riquelme, en homenaje a H. P. Lovecraft. El 2016, luego de vivir por 30 años en Antofagasta, dejó su trabajo y se trasladó a Santiago de Chile, donde estudió un Diplomado de Literatura Infantil y Juvenil, además de tomar algunos talleres con Francisco Ortega y Sara Bertrand. En el 2018, su primera novela Las noches pasadas obtuvo el primer lugar en el North Texas Book Festival en la categoría de “mejor novela de ficción”. Ese mismo año, acogido por Áurea Ediciones publicó, en colaboración con Daniel Leal y Michael Rivera, la novela Tres balas en la pampa, la primera novela western chilena. El género le valdría reconocimiento, así que al año siguiente publicó Un hombre sin nombre, spin-off de su novela anterior:
"El western para mí ha sido una importante etapa, primero porque me abrió las puertas a la palestra nacional. Si soy conocido hoy en la literatura, es básicamente por las historias western. De hecho, cuando presenté La ventana de Olduvai (2020), Francisco Ortega, uno de los presentadores, dijo que este libro igual es un western, pero un western espacial. Al fin y al cabo, te pones a pensar los tópicos que toca el western y te das cuenta de que todo es western."
Un hombre sin nombre le generó dos distinciones: el Premio Forestal en 2019 en la categoría “Literatura castellana”; y el Premio International Latino Book Award (ILBA) en 2020 en la categoría “Best Novel Adventure or Drama”.
En el 2020 publicó su quinta novela La ventana de Olduvai, una historia de ciencia ficción.

## Obras

### Novelas
- 2014 - Las noches pasadas, LibrosEnRed (reeditada en 2016 por Editorial Forja).

- 2015 - Saga de un hombre solitario, Editorial Forja.

- 2018 - Tres balas en la pampa (Balada a tres cañones #1), escrito en colaboración con Daniel Leal y Michael Rivera, Áurea Ediciones.

- 2019 - Un hombre sin nombre, Áurea Ediciones.

- 2020 - La ventana de Olduvai, Áurea Ediciones.
- 2021 - Antofagasta Zombi: Las mil crías, Áurea Ediciones.
- 2022 - Pastores de Oort, Áurea Ediciones.
- 2023 - Terror en cerro moreno- sello suma, Penguin Ramdom House.

### Cuentos
- 2017 - Cuando comenzó la tormenta, incluido en Chile del Terror III: Mare Monstrum, Austrobórea Editores.

- 2018 - Corazón roto, incluido en Zombies chilenos: Cuentos NO muertos nacionales, Áurea Ediciones.

- 2020 - El durmiente, incluido en Salvoconducto: Cuentos para pasar la cuarentena, Áurea Ediciones.

## Premios
- Premio North Texas Book Festival en 2018 en la categoría “mejor novela de ficción” por su libro Las noches pasadas.

- Premio Forestal en 2019 en la categoría “Literatura castellana” por su libro Un hombre sin nombre.

- Premio International Latino Book Award (ILBA) en 2020 en la categoría “Best Novel Adventure or Drama” por su libro Un hombre sin nombre.
- Premio Mención Honrosa International Latino Book Award (ILBA) en 2021 en la categoría "Best Novel Fantasy / Sci-fi - Spanish" por su libro La ventana de Olduvai.